# Kustodie (Franziskanerorden)
Eine Kustodie ist in den Franziskanischen Orden eine regionale Organisationseinheit unterhalb einer Ordensprovinz. Ihr steht ein Kustos vor, dem ein Rat (auch Diskretorium genannt) zur Seite steht. Kustos war auch die Bezeichnung für den Stellvertreter des Provinzials in einer Ordensprovinz (heute: Vikar oder Provinzvikar).
Die Bezeichnung reicht zurück in die Anfänge des Ordens. Bereits ab etwa 1220, noch zu Lebzeiten des Gründers Franz von Assisi, erforderte die unerwartete schnelle Ausbreitung des Ordens in Europa verbindliche Regeln. In der von Papst Honorius III. am 29. November 1223 approbierten Ordensregel, der Regula bullata, werden ministri (von lat. minister „Diener“) und custodes (lat. custos „Hüter“) als Obere genannt (Kap. 4 und 8). Franziskus selber lehnte die in anderen Orden übliche Bezeichnung Prior (von lat. prior „vorderer, bevorzugter“) ausdrücklich ab zugunsten des Dienstcharakters des Oberenamtes.
Die von den Kustoden (custodes) abgeleitete Gebietsgliederung der Ordensprovinzen in Kustodien, denen ein Kustos vorsteht, wurde bald im ganzen Orden praktiziert und gilt bis heute. Bei den Teilungen des Ordens wurde sie auch von den Kapuzinern und Minoriten übernommen. Die Sächsische Franziskanerprovinz bildete bei ihrer Gründung 1230 zwei Kustodien, die Kustodie Thüringen und die Kustodie Sachsen; wegen der starken Expansion des Ordens im 13. Jahrhundert waren es um 1300 bereits 12 Kustodien. Eine der Kustodien der oberdeutschen Provinz Argentina (Straßburg) war etwa ab 1239 die bayerische Kustodie, aus der 1625 die selbständige Bayerische Franziskanerprovinz wurde.
Die Funktion einer Kustodie und ihre inneren Abläufe sind für den Anfang des Franziskanerordens nicht gut belegt. Der Kustos übte in der Kustodie stellvertretend „die fürsorgliche und disziplinarische Funktion des Provinzials“ aus. Er war dem Provinzialminister gegenüber zu Gehorsam verpflichtet und konnte den Gehorsam aller zur Kustodie gehörenden Brüder erwarten. Kustoden traten als Zeugen bei Rechtsgeschäften und als Schlichter bei Konflikten von Konventen mit Ordensfremden auf; dazu führten sie ein eigenes Siegel. Dem Kustos stand ein Kustodiekapitel zur Seite, in das alle Konvente der Kustodie Vertreter, Discreti genannt, entsandten. Es trat von Zeit zu Zeit zusammen, um aktuelle Probleme der Konvente zu besprechen und die Provinzkapitel vorzubereiten.
Eine Kustodie kann nach geltendem Ordensrecht von einer Provinz, aber auch direkt vom Generalminister des Ordens abhängig sein. Die einzige franziskanische Kustodie im deutschen Sprachraum ist heute die Kustodie Christkönig der Franziskaner in der Schweiz, die Teil der österreichischen Franziskanerprovinz (Austria) ist.
Ein Sonderfall ist die Kustodie des Heiligen Landes. Deren Mutterprovinz Oltre Mare (italienisch: „Jenseits des Meeres“) erlosch im 16. Jahrhundert. Im Laufe der folgenden Jahrhunderte entwickelte sich diese Kustodie zur selbständigen Ordensprovinz, die aber den Titel Kustodie beibehielt, da er ihren Auftrag als „Hüterin der heiligen Stätten“ wiedergibt.